# Campbell-Railton Blue Bird
Campbell-Railton Blue Bird — рекордный автомобиль Малкольма Кэмпбелла. Его предыдущий автомобиль «Campbell-Napier-Railton Blue Bird» 1931 года была значительно переделан. Общая компоновка сохранилась, но и только. Кузов остался таким же узким, с прежней решёткой радиатора и полузакрытыми колесами, но механика была новой. Более крупный, тяжёлый и значительно более мощный авиационный двигатель Rolls-Royce R V12 заменил старый Napier Lion, тоже с нагнетателем. Это потребовало двух выступающих «кулаков» на верхней части кузова, чтобы закрыть распределительные коробки двигателя V12.

## 1933
Первый пробег «Blue Bird» состоялся на трассе Дейтона-бич 22 февраля 1933 года. При этом автомобиль установил рекорд скорости — 272 мили в час (438 км/ч). У Кэмпбелла теперь была мощная машина, однако он не мог использовать эту мощность полностью. Пробуксовка приводила к снижению максимальной скорости на 50 миль в час (80 км/ч).

## 1935
Машина была реконструирована ещё раз и визуально была совсем другой. Кузов теперь имел прямоугольное поперечное сечение и занимал всю ширину над колесами. Увеличенная ширина создавала впечатление гораздо более низкого и изящного автомобиля, что подчеркивалось длинным стабилизатором и выступами над распределительными коробками двигателя.
Изменения механики автомобиля были подчинены улучшению тяги, а не на увеличении и без того значительной мощности. На заднюю ось были установлены сдвоенные колеса и новые шины для улучшения сцепления с дорогой. Бортовая передача также была разделена на отдельные приводы с каждой стороны. Это уменьшило нагрузку на каждый привод, позволило опустить место водителя, но потребовало асимметричного укорочения колесной базы с одной стороны на 1,5 дюйма (38 мм). Были установлены воздушные тормоза, приводимые в действие большим пневмоцилиндром. Для дополнительной обтекаемости воздухозаборник радиатора можно было закрыть подвижной заслонкой на короткое время во время установления рекорда.
«Blue Bird» совершил свой рекордный заезд на Дейтона-Бич 7 марта 1935 года. Кэмпбелл улучшил свой рекорд до 276,82 миль в час (445,50 км/ч). Из-за неровности песка машина теряла сцепление с дорогой и он не смог выжать из неё всё, на что она была способна.
Для более быстрой машины требовалась большая и гладкая поверхность. Это привело Кэмпбелла к соляным равнинам Бонневилля в штате Юта. На этот раз Кэмпбелла сопровождал его сын Дональд. 3 сентября 1935 года Малкольм Кэмпбелл достиг 301,337 миль в час (484,955 км/ч), став первым человеком, преодолевшим барьер в 300 миль в час. Этот рекорд стал последним рекордом для автомобилей в карьере Малкольма Кэмпбелла.

## В настоящее время
В настоящее время автомобиль экспонируется в Зале славы мотоспорта США, расположенном в Дейтона-Бич. В Международном зале славы мотоспорта в городе Талладига (штат Алабама) хранится реплика этого автомобиля.